# Condizione della donna in Danimarca

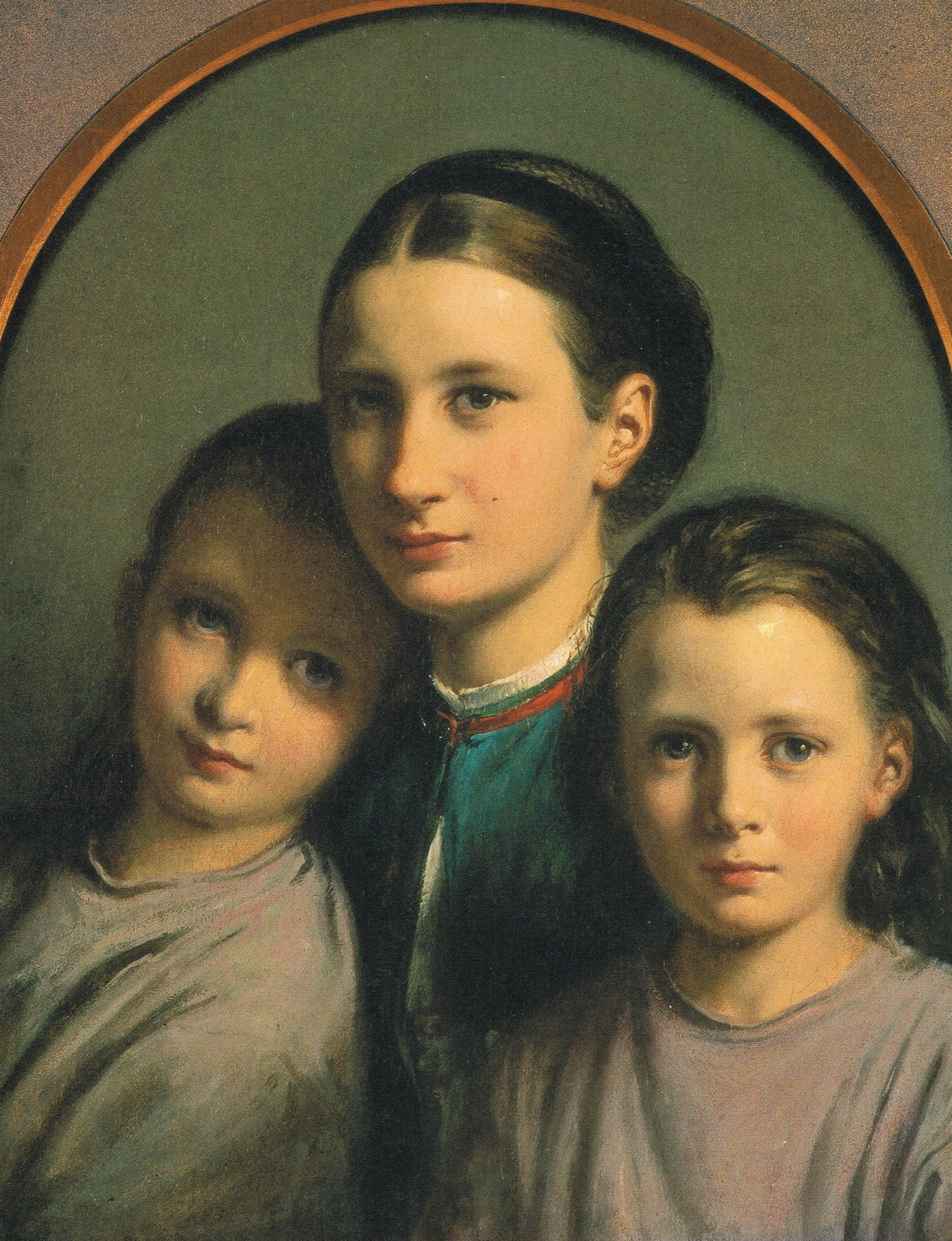
Dipinto di Wilhelm Marstrand che ritrae le sue tre figlie (1871).

Lo status giuridico-civile (ruolo di genere, condizione femminile e diritti delle donne) in Danimarca nel corso della storia è stato influenzato dallo sviluppo dei movimenti inerenti al femminismo e dalla loro partecipazione politica attiva. 
Ai giorni nostri tali risultati possono essere visti nei vari settori della politica attraverso il suffragio femminile, della società civile e della letteratura.
Il Gender Inequality Index (GII) si attesta allo 0.056 (dati 2013), alla 5ª posizione su 152 paesi; le donne parlamentari nel 2013 erano il 39.1% del totale, mentre il 95,5% delle donne con più di 25 anni ha un diploma d'istruzione superiore.
Il tasso di occupazione definito dall'Organizzazione per la cooperazione e lo sviluppo economico nel 2015 era attestato al 70,4%. Il Global Gender Gap Report per il 2013 era a 0.7779, all'8ª posizione su 144 paesi.

## Storia
Durante il Medioevo i diritti femminili rimasero regolati dalle legislazioni di contea, la landskabslovene del XIII secolo, pertanto variarono da luogo a luogo; tuttavia una donna sposata generalmente era sottoposta alla tutela del coniuge; maschi e femmine ebbero entrambi il diritto all'eredità, anche se le sorelle poterono averne solo la metà rispetto al fratello.
I più grandi centri urbani vennero regolati dalle leggi cittadine. Fatta accezione per le vedove le quali ereditavano il diritto al commercio dal coniuge, le donne non ebbero la possibilità di aderire alla gilda la quale monopolizzò la maggior parte delle professioni cittadine; tuttavia nella pratica fu molto più comune per le donne, sposate o meno, la concessione di una dispensa che le autorizzò a gestire un'impresa minore per il proprio sostentamento. 
Esse poterono così divenire delle "købekone" (donna d'affari), un costume che continuò fino a quando alle donne non vennero assegnati gli stessi diritti degli uomini in campo commerciale nel 1857.
Il codice di diritto civile del 1683 (emanato anche per la provincia danese della Norvegia nel 1687) definì tutte le donne nubili indipendentemente dall'età come minorenni sottoposte a tutela, questo da parte del loro parente maschio più prossimo; le donne sposate rimasero sottoposte al marito, mentre solo alle vedove fu legalmente riconosciuta la maggiore età.
Questo codice rimase in vigore fino al 1857, quando le donne nubili ricevettero la maggiorità legale, mentre le donne sposate dovetero attendere fino al 1899 per poter ottenere un tale diritto.

Le ragazze furono incluse come alunne nel primo tentativo di regolamentazione dell'istruzione primaria nel 1739, anche se ciò non venne pienamente realizzato fino al 1814. 

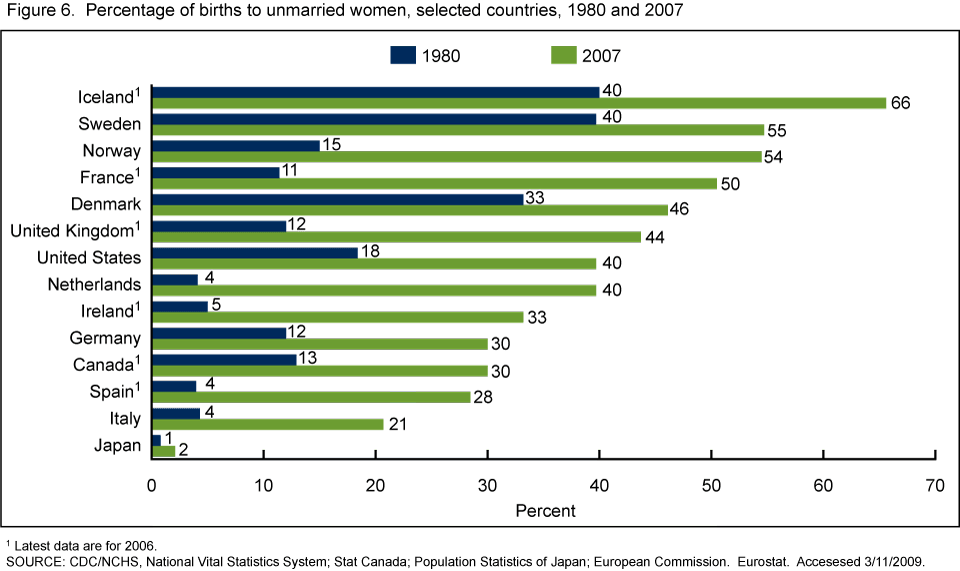
Percentuale di nascite tra le donne non sposate in alcuni paesi, tra cui Danimarca, nel 1980 e nel 2007. Nel 1980 il paese aveva già una percentuale elevata (rispetto alla maggior parte degli altri paesi) di nascite avvenute al di fuori del matrimonio.

A partire dalla fine del XVIII secolo nella capitale Copenaghen furono istituiti gli istituti scolastici d'istruzione secondaria rivolti alle giovani donne, anche se le insegnanti ebbero la possibilità d'insegnare solo ai bambini più piccoli. Una delle prime scuole femminili note fu la "Døtreskolen", aperta nel 1791.
Nel coro degli anni 1840 le scuole per ragazze cominciarono a diffondersi anche al di fuori della capitale, con la diffusione di una rete scolastica di istituti per l'istruzione secondaria femminile. 
A partire dal 1875 le donne ebbero accesso anche all'istruzione universitaria. Nella riforma del 1921 alle donne venne formalmente consentito l'accesso a tutte le professioni e posizioni sociali, ad eccezione del campo militare ed ecclesiastico e della magistratura (quest'ultima possibilità venne infine concessa nel 1936).

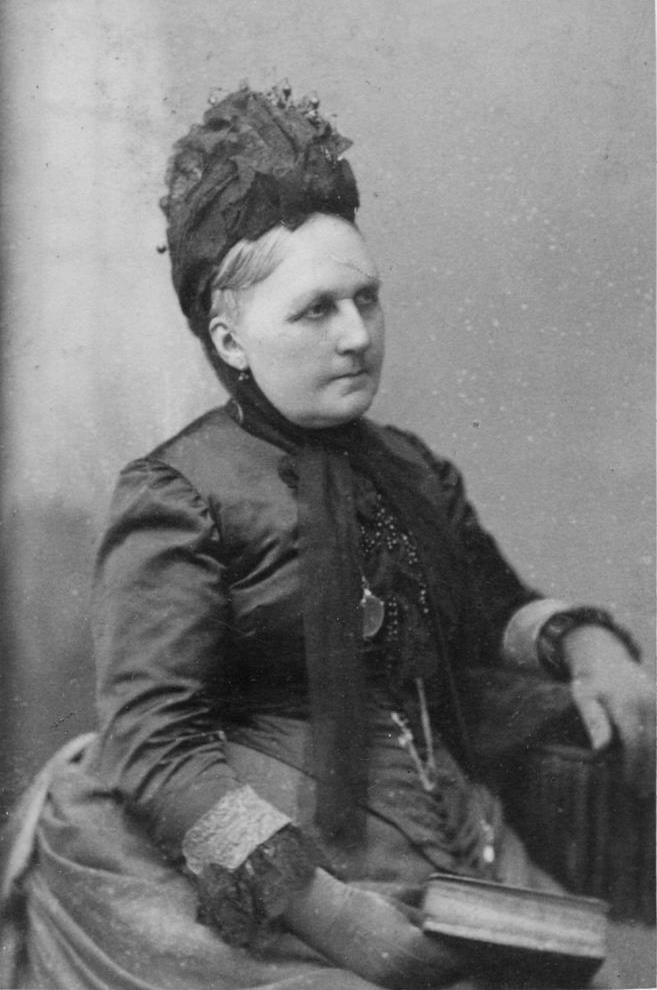
Line Luplau ritratta dalla fotografa Mary Steen.

## Movimenti delle donne
Vi furono due grandi periodi storici di movimenti femministi, la prima ondata femminista tra il 1870 e il 1920 e la seconda ondata femminista dal 1970 al 1985.
Il primo movimento delle donne venne fin dall'inizio guidato dal "Dansk Kvindesamfund". Line Luplau fu una delle suffragette più note di quest'epoca. 
Tagea Brandt, anch'essa parte di questo movimento, ed in suo onore venne istituito nel 1924 il "Tagea Brandt Rejselegat", che assegna ancor oggi una borsa di studio annuale ad una donna meritevole.
Gli sforzi compiuti dal movimento nella sua qualità gruppo leader femminile condusse alla promulgazione della costituzione modificata del 1915, che diede alle donne il suffragio femminile, assieme alla creazione di atti legislativi a favore delle pari opportunità durante gli anni 1920; queste ultime influenzarono direttamente le attuali misure legislative formulate per consentire alle donne l'accesso paritario all'istruzione femminile, al mercato del lavoro, ai diritti coniugali e ad altre disposizioni similari.

La seconda ondata del movimento venne organizzata soprattutto dal "Rødstrømpe" (Movimento della calza rossa); il suo impegno militante portò ad un "femminismo istituzionalizzato" (gestito direttamente dal governo) e ad accesso generale alla parità di condizioni socio-lavorative tra uomini e donne.

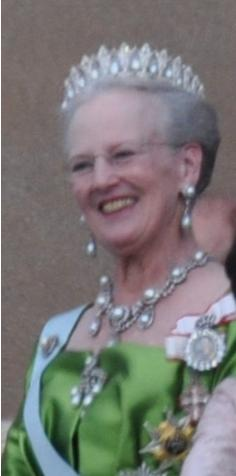
Margherita II di Danimarca nel 2010.

## Suffragio femminile
Alle donne viene garantito il diritto di voto a partire dal 5 giugno del 1915.

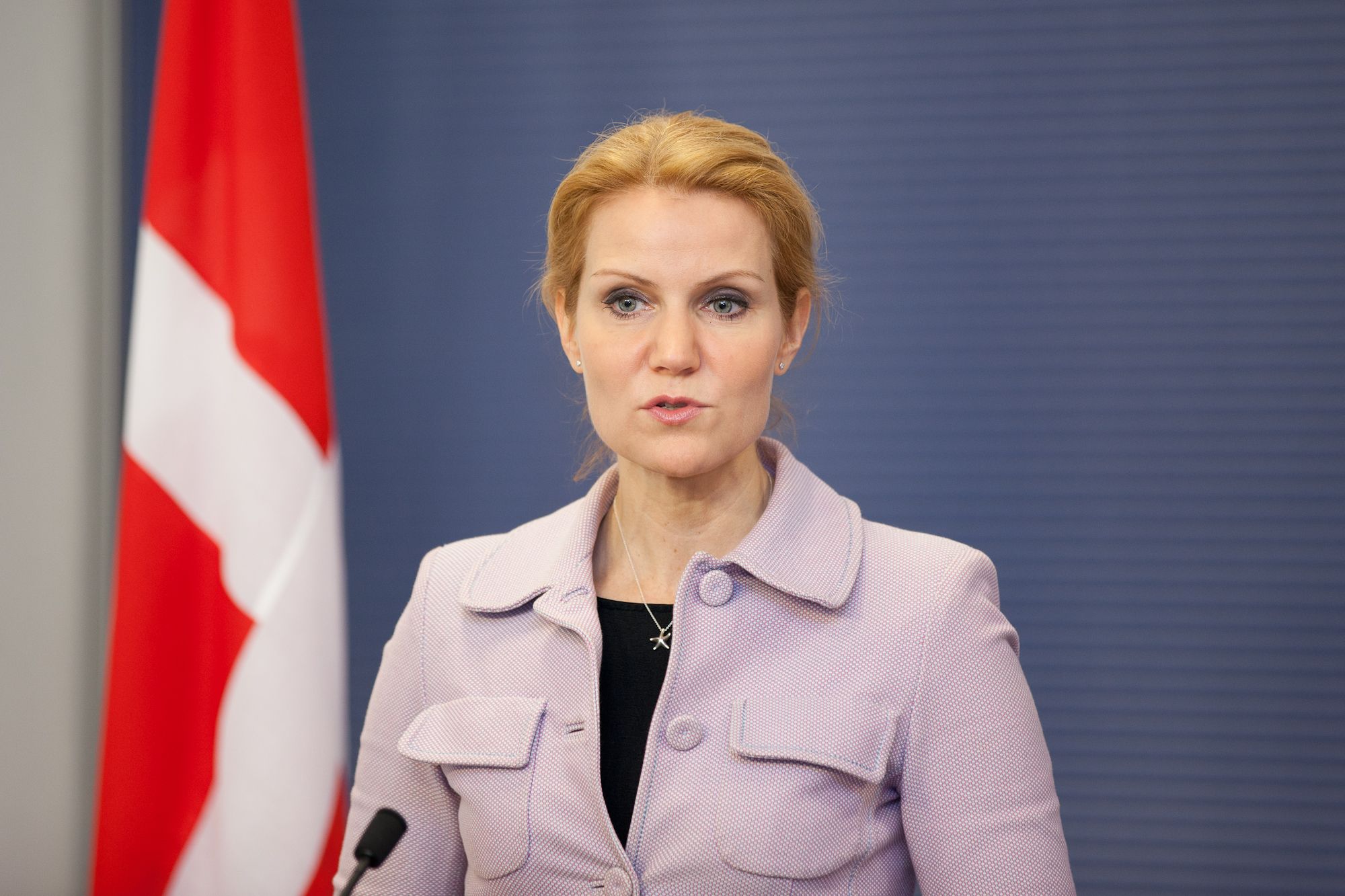
Helle Thorning-Schmidt, Ministro di Stato della Danimarca dal 2011 al 2015.

## Candidature ed elezioni al parlamento
Nel 1918 un totale di 12 donne furono elette al Folketing (il parlamento nazionale); quattro di queste nella camera bassa, mentre le altre otto nella camera alta.
Il 23 aprile 1924 Nina Bang divenne il primo ministro donna della storia danese, rendendo così la Danimarca il secondo paese al mondo ad avere un ministro donna. Mantenne la carica fino al 14 dicembre 1926. 
La seconda donna ministro venne eletta vent'anni dopo, Fanny Jensen (dal 1947 al 1953).
Helga Pedersen divenne ministro della Giustizia nel 1950 e Ingeborg Hansen divenne presidente del Parlamento. Lis Groes divenne ministro del commercio nel 1953.
A Jytte Andersen venne assegnato il ministero del lavoro dal 1993 al 1998, per i Socialdemocratici; nell'anno seguente venne nominata ministro per l'uguaglianza di genere. Nello stesso anno Marianne Jelved fu ministro dell'economia. Nel 2000 Pia Gjellerup divenne ministro delle finanze. 
Mariann Fischer Boel divenne, nel 2002, ministro dell'agricoltura. Ritt Bjerregaard divenne sindaco di Copenhagen nel 2006. Lene Espersen diventa ministro per gli affari esteri, mentre Helle Thorning-Schmidt divenne primo ministro dal 3 ottobre 2011 al 24 giugno 2015. La seconda donna premier sarà Mette Frederiksen, in carica dal 27 giugno 2019. 
Nel 2000 i membri femminili del governo danese ammontavano al 45% del totale.

## Vita familiare
Come accade anche in molti altri paesi occidentali la connessione tra fertilità e matrimonio si è progressivamente indebolita nel corso degli ultimi decenni. A partire dal 2015 il 53,8% delle nascite avviene al di fuori del vincolo matrimoniale. 
La Danimarca è stato uno dei primi paesi europei a cambiare la propria norma sociale nei confronti della convivenza e della maternità non matrimoniale, in un momento in cui questi fatti venivano ancora considerati come inaccettabili in molte altre parti del continente europeo.

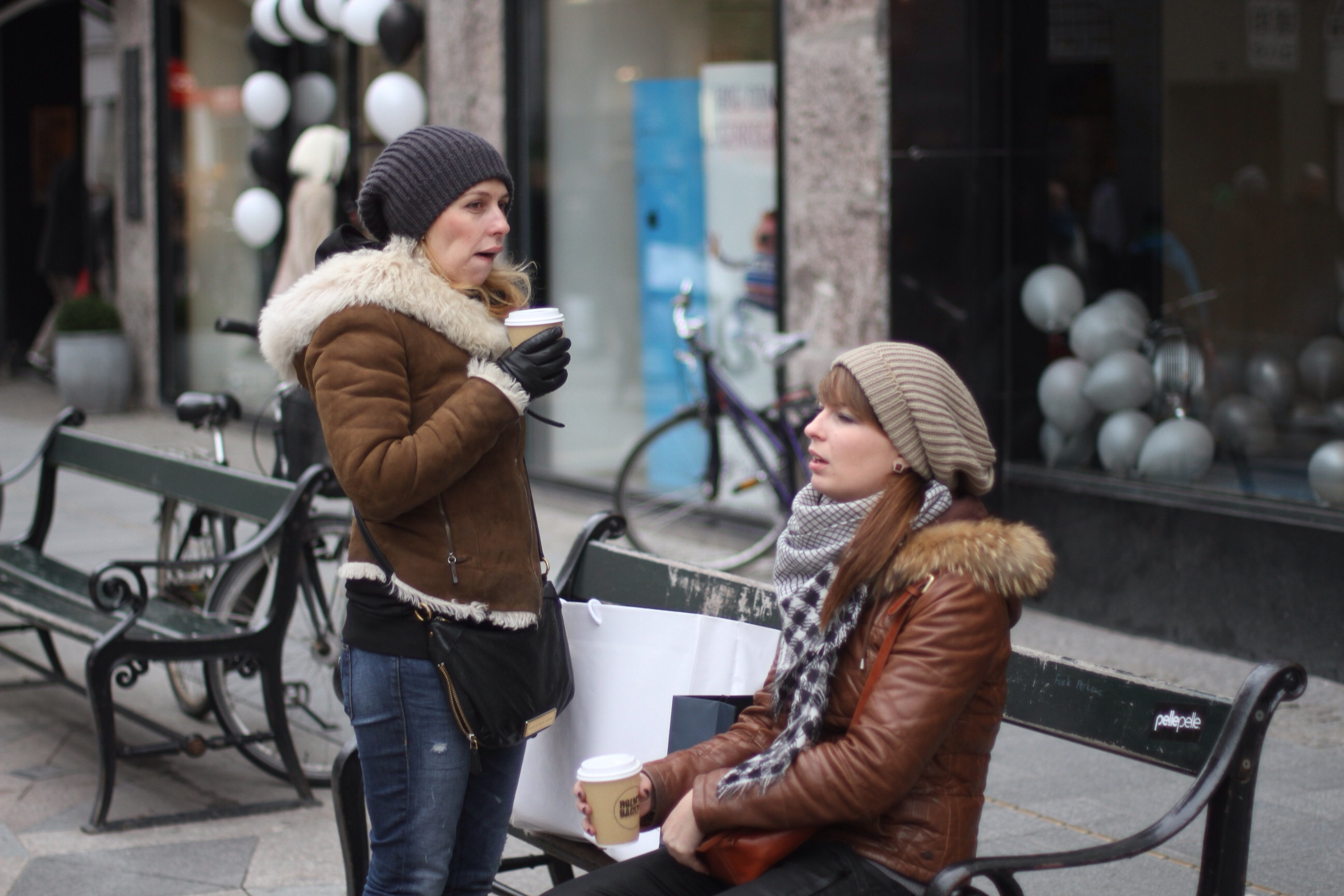
Due giovani donne danesi a Copenaghen nel 2011.

## Diritti riproduttivi e sessualità
Il tasso di mortalità materna è di 12 ogni 100.000 nascite vive (a partire dal 2010). Anche se esso costituisce uno standard basso rispetto alle norme internazionali, è più alto che in molti altri paesi occidentali ed è aumentato nel corso degli ultimi anni.
L'aborto è stato liberalizzato nel 1973, consentendo l'esecuzione della procedura su richiesta durante le prime 12 settimane e in circostanze specifiche nelle fasi successive della gravidanza.

Il tasso di HIV/AIDS è dello 0,2% tra gli adulti tra i 15 i 49 anni, secondo le stime del 2009.

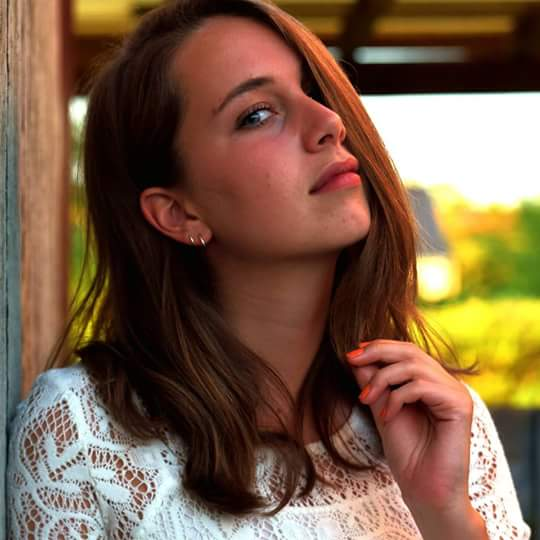
L'attrice danese Julie Brochorst Andersen.

Il tasso di fertilità totale è di 1,73 bambini nati per donna, secondo le stime del 2014; sebbene esso sia sotto il tasso di sostituzione generazionale, rimane comunque uno dei più alti in Europa.
L'educazione sessuale nelle scuole di ogni ordine e grado è prevista da una legge statale. L'età del consenso è posta a 15 anni.
Il paese ha una reputazione di apertura per quanto riguarda i temi della sessualità, con molta probabilità ciò è dovuto a fattori storici; è stato il primo paese ad abolire qualsiasi forma di censura e a legalizzare la pornografia nel 1967. Nonostante ciò l'industria del cinema pornografico danese è minima rispetto a molti altri paesi, con gran parte della produzione che si è trasferita all'estero.
Il matrimonio tra persone dello stesso sesso è possibile dal 2012, l'adozione del figlio del partner dal 1999 e l'adozione da parte di coppie dello stesso sesso dal 2010.

## Violenza contro le donne
Le questioni inerenti alla violenza contro le donne e alla violenza domestica sono controverse. 
Secondo uno studio fatto pubblicare dall'Agenzia europea dei diritti fondamentali nel 2014 la Danimarca aveva il più alto tasso di prevalenza di violenza fisica e abuso sessuale nei confronti delle donne dell'intera Unione europea.
Il paese ha inoltre ricevuto una dura critica per l'inadeguatezza della sua legislazione in materia di violenza sessuale in una relazione del 2008 prodotta da Amnesty International, che descrive le leggi danesi come incompatibili con gli standard internazionali in materia di diritti umani. 
Ciò ha condotto la Danimarca a riformare la propria legislazione sui reati sessuali nel 2013.
Il paese ha inoltre atificato la Convenzione del Consiglio d'Europa sulla prevenzione e la lotta contro la violenza nei confronti delle donne e la violenza domestica.
Un sondaggio condotto dall'Eurobarometro nel 2010 sulla violenza contro le donne ha scoperto che sono comuni gli atteggiamenti di colpevolizzazione della vittima; il 71% dei danesi concorda con l'affermazione che il "comportamento provocatorio" delle donne è la causa della violenza, ben al di sopra della media europea che si attesta sul 52% circa.